# Батоговская волость
Батоговская (Ботоговская) волость — историческая административно-территориальная единица в составе Севского разряда Брянского уезда.
Центр — Батогово (ныне — Лесное Брянского района Брянской области).

## История
Батогово как центр волости впервые упомянуто в 1503 году.
В XVII веке в состав волости входили:
- поместья: с. Высокое, Мишина, Судимер, Корнеева Поляна, Лукавец, с. Огорь, Журиничи, Радицы, д. Слободка (Будный стан), Березина, Боровка, с. Пупково, Улемец, с. Улемль, Людинова.
- вотчины духовенства: с. Ботогово, с Буяновичи (Бояновичи), Елдахова, Межилоховье (Слободка), Подбужья, Пелевичи, Нехочь, с. Кондрыкино, Дынная, Ослетка, д. Сельцо, Заболотья, Волова, Суплиц, Юровши (Яровщина), Песочная, Слободка (б. село), Катеринина.

## В литературе
- Водарский Я. Е. Территория и население Севского разряда во второй половине 17 — начале 18 веков // Вопросы истории хозяйства и населения России XVII века: Очерки по исторической географии XVII века / Ин-т истории АН СССР. — М., 1974.